# Münchner Freiheit
Die Münchner Freiheit (bis 1998 Münchener Freiheit) ist ein Platz im Münchner Stadtviertel Schwabing und an die Leopoldstraße angrenzend. Die Münchner Freiheit liegt westlich des Englischen Gartens.

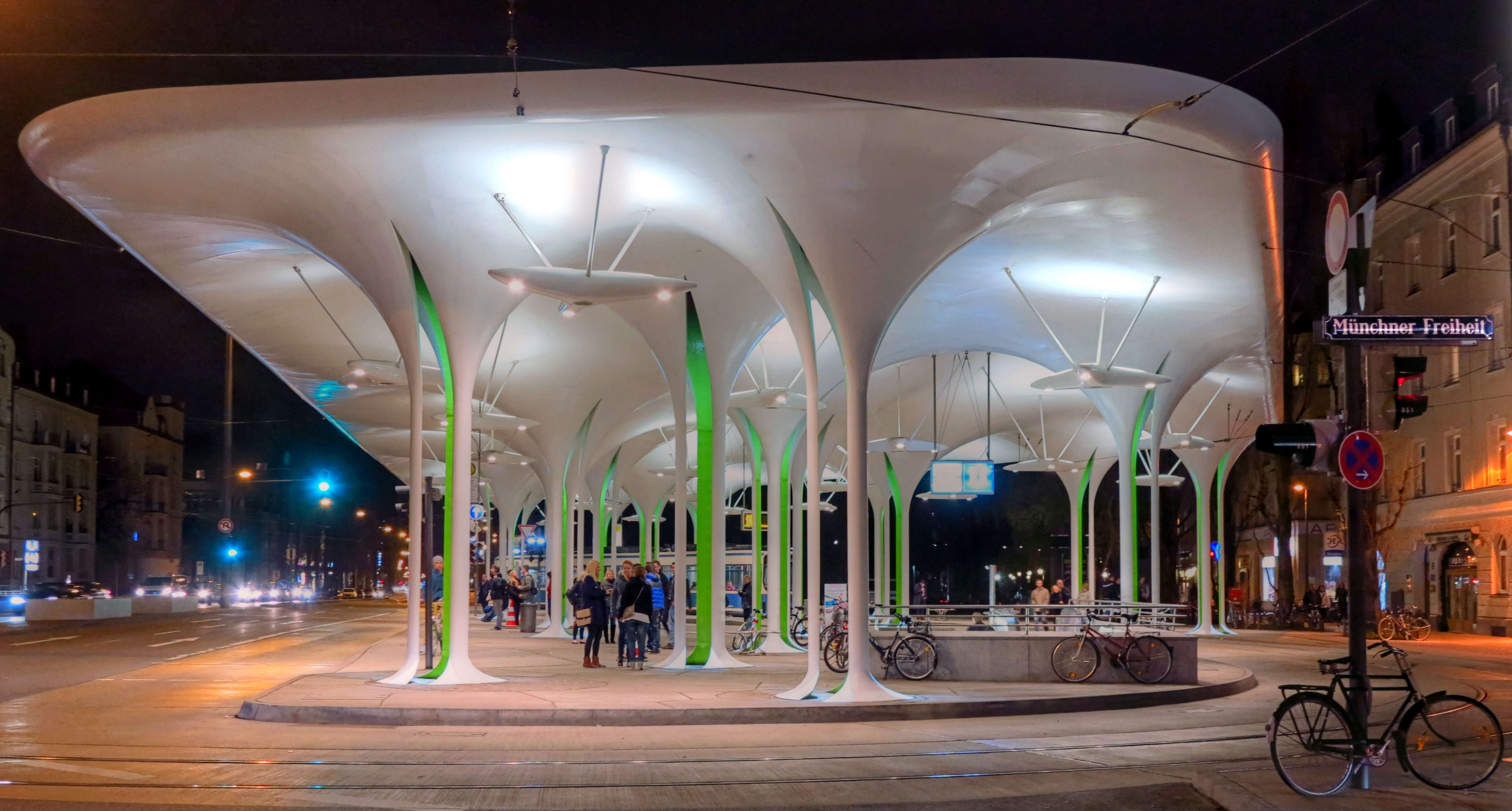
Trambahn- und Bushaltestelle an der Münchner Freiheit

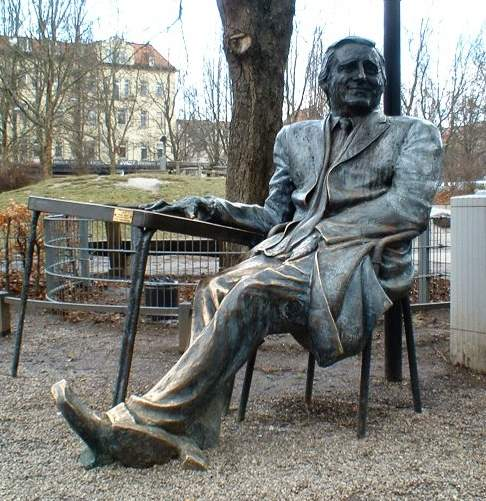
Helmut Fischer („Monaco Franze“)

## Beschreibung
Der Platz hat eine Fläche von ca. 1,4 ha und liegt auf einer Höhe von ca. 509 m ü. NHN. Er hat annähernd trapezförmige Gestalt mit 78, 270, 21 und 256 Meter Seitenlänge. Unter dem südlichen Teil des Platzes befindet sich der viergleisige U-Bahnhof Münchner Freiheit und darüber die Straßenbahn-Haltestelle Münchner Freiheit. Sie wird seit 2009 von einer grün-weißen Stahlkonstruktion mit einem Gewicht von rund 400 Tonnen auf 18 Stützen überdacht und dominiert damit deutlich das Erscheinungsbild des Platzes. Zusammen mit einem Busbahnhof ist der Platz ein Knotenpunkt des öffentlichen Nahverkehrs im nördlichen München.
Der nördlich davon und in der Platzmitte liegende Hauptzugang zur U-Bahn ist als breite, weitflächig angelegte Absenkung der Oberfläche gestaltet, was eine deutliche Einfriedung und Absetzung vom Straßenverkehr bewirkt.
Der Nordteil ist als kleine Grünanlage gestaltet und beherbergt einen Kinderspielplatz.
Vor einem dort ansässigen Café ist eine Statue von Helmut Fischer und seit September 2022 von Helmut Dietl platziert. (Fischer spielte den Monaco Franze in der gleichnamigen Fernsehserie von Helmut Dietl)
Im Advent veranstaltet der Verein Schwabinger Weihnachtsmarkt einen Kunst- und Kunsthandwerksmarkt auf der Münchner Freiheit. Jeden Donnerstag findet ein Wochenmarkt statt.
Seit 1995 endet an der Münchner Freiheit der meist zweimal jährlich stattfindende Corso Leopold.

## Geschichte
Der Platz hieß früher Feilitzschplatz (nach dem Politiker Maximilian von Feilitzsch), ab 1933 wurde die Namensgebung mit der Bezeichnung als Danziger Freiheit politisch instrumentalisiert. 1946 erhielt er den Namen Münchener Freiheit im Gedenken an die Widerstandsgruppe Freiheitsaktion Bayern, die im April 1945 zur Kapitulation vor den amerikanischen Truppen und zum bewaffneten Aufstand gegen die verbliebenen NS-Einheiten aufrief. Zur Erinnerung daran wurde 1981 an der östlichen Einfassung des Forums eine von Franz Hart geschaffene 4 m × 0,4 m große Bronzetafel mit einer Inschrift angebracht. Eine früher existierende am Straßenschild befestigte Erinnerungstafel war beim Bau der U-Bahn 1971 verlorengegangen. Auf Antrag der örtlichen Bürgerversammlung und des Bezirksausschusses wurde der Platz im Jahr 1998 in Anbetracht des allgemeinen Sprachgebrauchs in Münchner Freiheit umbenannt.
1877 errichtete Ludwig Petuel sen. am Platz die „Schwabinger Brauerei“.
Die Münchner Freiheit ist ein Ort der Kulturgeschichtspfade in München.